# Označevanje in poimenovanje vojaških zrakoplovov ZDA
Enotni sistem Označevanja in poimenovanja vojaških zrakoplovov ZDA je leta 1962 poenotil sisteme imenovanja zrakoplovov oboroženih sil Združenih držav Amerike, ki so jih uporabljali Vojno letalstvo Združenih držav Amerike, Vojna mornarica Združenih držav Amerike in Kopenska vojska Združenih držav Amerike. Skoraj vsi zrakoplovi, ki jih uporabljajo oborožene sile ZDA, dobijo oznako po tem sistemu. Eksperimentalni zrakoplovi, s katerimi letijo proizvajalci ali NASA, dobijo oznako serije X po tem sistemu.

## Sestava oznake

### Statusna predpona
Statusna predpona nam pove, kakšnem statusu se nahaja trenutno zrakoplov.
Statusne predpone so:
- G (angleško Permanently Grounded) označuje Stalno prizemljeno.
- J (angleško Special Test, Temporary) označuje Začasni posebni preizkus.
- N (angleško Special Test, Permanent) označuje Stalni posebni preizkus.
- X (angleško Experimental) označuje Eksperimentalno.
- Y (angleško Prototype) označuje Prototip.
- Z (angleško Planning) označuje Načrtovan.

### Alternativni namen
Ta črka označuje alternativni namen letala, ki je različen od osnovnega namena (torej uporaba zrakoplova v drugačne namene, kot je bil zgrajen). Te črke so:
- A (angleško Ground Attack) označuje Jurišnik.
- C (angleško Transport) označuje Transportno taktično letalo.
- D (angleško Drone Director) označuje Usmerjevalec projektilov.
- E (angleško Special Electronic Mission) označuje Posebno elektronsko nalogo.
- F (angleško Fighter) označuje Lovsko.
- H (angleško Search and Rescue, Medevac) označuje SAR, ambulantno.
- K (angleško Tanker) označuje Leteči tanker.
- L (angleško Equipped for Cold Weather Operations) označuje Opremljen za letenje v ekstremnih razmerah.
- M (angleško Multimission) označuje Večnamenski.
- O (angleško Observation) označuje Opazovalni.
- P (angleško Maritime Patrol) označuje Mornariško patruljni.
- Q (angleško Unmanned Drone) označuje Projektil brez posadke.
- R (angleško Reconnaissance) označuje Izvidniški.
- S (angleško Antisubmarine Warfare) označuje Protipodmorniško bojevanje.
- T (angleško Trainer) označuje šolski.
- U (angleško Utility) označuje Večnamensko.
- V (angleško Staff Transport) označuje Štabni transport.
- W (angleško Weather Reconnaissance) označuje Vremensko opazovalni.

### Osnovni namen
Črke, ki označujejo osnovni namen, so:
- A (angleško Ground Attack) označuje Jurišno.
- B (angleško Bomber) označuje Bombnik.
- C (angleško Transport) označuje Transport.
- E (angleško Special Electronic Mission) označuje Posebna elektronska naloga.
- F (angleško Fighter) označuje Lovsko letalo.
- K (angleško Tanker) označuje Tanker.
- L (angleško Laser-Equipped) označuje Opremljeno z laserjem.
- O (angleško Observation) označuje Opazovalno.
- P (angleško Maritime Patrol) označuje Mornariško patruljno.
- R (angleško Reconnaissance) označuje Izvidniško.
- S (angleško Antisubmarine Warfare) označuje Protipodmorniško bojevanje.
- T (angleško Trainer) označuje Šolsko.
- U (angleško Utility) označuje Večnamensko.
- X (angleško Special Research) označuje Posebne raziskave.

### Tip zrakoplova
Vsi zrakoplovi, ki niso klasična letala, imajo še te kratice:
- D (angleško UAV Control Segment) označuje UAV kontrolni del.
- G (angleško Glider) označuje Jadralno letalo.
- H (angleško Helicopter) označuje Helikopter.
- Q (angleško UAV.
- S (angleško Spaceplane) označuje Vesoljsko plovilo.
- V (angleško VTOL/STOL.
- Z (angleško Lighter-than-Air) označuje Lažji od zraka.

### Številka izvedbe
Številka izvedba označuje, katero letalo je to (npr. F-16 pomeni 16. (šestnajsto) lovsko letalo -> 16. izvedba lovskega letala). A tega sistema se ne držijo strogo, saj občasno preskakujejo mesta, da lažje uskladijo poimenovanje oboroženih sil s poimenovanjem proizvajalca.

### Serijska črka
Črka označuje, katera verzija istega tipa letala je (A -> ?).

## Primeri
| Sestavni deli označbe vojaških zrakoplovov - primeri |                    |               |                |                  |               |              |
| Statusna predpona                                    | Alternativni namen | Osnovni namen | Tip zrakoplova | Številka izvedbe | Serijska črka | (Uradno) ime |
|                                                      |                    | F             |                | 15               | E             | Eagle        |
|                                                      | E                  | A             |                | 6                | B             | Prowler      |
| N                                                    | K                  | C             |                | 135              |               | Stratotanker |
| Y                                                    | R                  | A             | H              | 66               |               | Comanche     |
|                                                      | M                  |               | Q              | 9                | A             | Predator     |
|                                                      |                    | C             | H              | 47               | F             | Chinook      |
| Y                                                    |                    | F             |                | 23               | A             |              |
|                                                      |                    |               | V              | 22               | A             | Osprey       |
|                                                      | EK                 | A             |                | 3                | B             | Skywarrior   |